# Australie aux Jeux olympiques d'hiver de 1964
L'Australie participe aux Jeux olympiques d'hiver de 1964, organisés à Innsbruck en Autriche. Ce pays participe aux Jeux olympiques d'hiver pour la cinquième fois de son histoire. La délégation australienne, formée de cinq athlètes (trois hommes et deux femmes), ne remporte pas de médaille. Avant les Jeux, le skieur australien Ross Milne est tué dans une collision avec un arbre pendant un entraînement.

## Résultats

### Ski alpin

#### Hommes
| Athlète         | Épreuve      | Qualifications | Qualifications | Qualifications | Qualifications | Finale      | Finale      | Finale      | Finale      | Finale        | Finale      |
| Athlète         | Épreuve      | Manche 1       | Rang           | Manche 2       | Rang           | Manche 1    | Rang        | Manche 2    | Rang        | Total         | Rang        |
| --------------- | ------------ | -------------- | -------------- | -------------- | -------------- | ----------- | ----------- | ----------- | ----------- | ------------- | ----------- |
| Simon Brown     | Descente     | NC             | NC             | NC             | NC             | NC          | NC          | NC          | NC          | 2 min 44 s 07 | 61          |
| Simon Brown     | Slalom géant | NC             | NC             | NC             | NC             | NC          | NC          | NC          | NC          | 2 min 12 s 61 | 51          |
| Simon Brown     | Slalom       | 1 min 06 s 83  | 58             | 1 min 05 s 88  | 44             | Non partant | Non partant | Non partant | Non partant | Non partant   | Non partant |
| Peter Wenzel    | Descente     | NC             | NC             | NC             | NC             | NC          | NC          | NC          | NC          | 2 min 55 s 58 | 68          |
| Peter Wenzel    | Slalom géant | NC             | NC             | NC             | NC             | NC          | NC          | NC          | NC          | 2 min 27 s 72 | 68          |
| Peter Wenzel    | Slalom       | 1 min 08 s 68  | 63             | 1 min 10 s 25  | 49             | Non partant | Non partant | Non partant | Non partant | Non partant   | Non partant |
| Peter Brockhoff | Slalom géant | NC             | NC             | NC             | NC             | NC          | NC          | NC          | NC          | 2 min 18 s 68 | 62          |
| Peter Brockhoff | Slalom       | 1 min 05 s 32  | 55             | 1 min 04 s 58  | 42             | Non partant | Non partant | Non partant | Non partant | Non partant   | Non partant |

#### Femmes
| Athlète         | Épreuve      | Manche 1        | Manche 1        | Manche 2        | Manche 2        | Total           | Total           | Total           |
| Athlète         | Épreuve      | Temps           | Rang            | Temps           | Rang            | Temps           | Retard          | Rang            |
| --------------- | ------------ | --------------- | --------------- | --------------- | --------------- | --------------- | --------------- | --------------- |
| Judy Forras     | Descente     | NC              | NC              | NC              | NC              | 2 min 13 s 83   | +18 s 44        | 42              |
| Judy Forras     | Slalom géant | NC              | NC              | NC              | NC              | 2 min 17 s 36   | +25 s 12        | 40              |
| Judy Forras     | Slalom       | N'a pas terminé | N'a pas terminé | N'a pas terminé | N'a pas terminé | N'a pas terminé | N'a pas terminé | N'a pas terminé |
| Christine Smith | Descente     | NC              | NC              | NC              | NC              | 2 min 03 s 82   | +8 s 43         | 27              |
| Christine Smith | Slalom géant | NC              | NC              | NC              | NC              | N'a pas terminé | N'a pas terminé | N'a pas terminé |
| Christine Smith | Slalom       | 58 s 09         | 30              | 65 s 58         | 27              | 2 min 03 s 67   | +33 s 81        | 28              |